# Magnum Photos
Magnum Photos is een coöperatieve vereniging van fotografen, opgericht in 1947 door Henri Cartier-Bresson, Robert Capa, George Rodger en David Seymour. Deze coöperatie, de eerste in zijn soort, is eigendom van de leden-fotografen. Zes Belgen en een Nederlander zijn of waren (aspirant-)lid van dit legendarische fotocollectief: Carl De Keyzer, Max Pinckers, Bieke Depoorter, Martine Franck, Harry Gruyaert, John Vink, Krijn Taconis en Sakir Khader. Magnum zetelt in New York, Parijs, Londen en Tokio. Via deze vier bureaus en een netwerk van agenten levert Magnum foto's aan pers, uitgeverijen, adverteerders, televisie, galerieën en musea over de hele wereld.
Om toe te treden tot Magnum moet een fotograaf eerst genomineerd worden. Na twee jaar kan zij of hij vervolgens geassocieerd worden. Ten slotte nog eens twee jaar later kan volwaardig lidmaatschap verkregen worden.